# Завадовские
Завадо́вские (Заводовские) — графский и дворянский род малороссийского происхождения.

## Происхождение и история рода
Их предок Яков Завадовский, волынский шляхтич герба Равич, переселился на Левобережную Украину в середине XVII века. Пётр Васильевич Завадовский получил в 1794 для себя и своих братьев, Ильи и Якова, графское достоинство, а в 1797 род Завадовских был причислен к графам Российской империи. Род графов Завадовских пресёкся в 1856, со смертью графа Александра Петровича Завадовского (Гербовник I, 31).

## Описание герба
Щит разделён по диагонали слева направо на красное и голубое поля, с серебряным посреди него щитом же; в последнем видна в голубой одежде златоувенчанная дева с поднятыми нагими руками и одна на другую положенными ногами, сидящая на идущем медведе. В красном поле главного щита висит на воздухе по правую руку Меркуриев жезл, над ним гражданская корона, оба золотые, а по левую руку золотая звезда; в нижнем же голубом поле золотая кольчугой облечённая десница влево обращённая, держащая обнажённый меч, а под ним опроверженный полумесяц.
На графской короне, покрывающей щит, три открытых, голубого цвета, с красной подкладкой, украшенных клейнодами рыцарских шлема. На среднем из них, покрытом графской короной, виден чёрный двуглавый орёл, над которым парит золотая корона; а на обоих крайних шлемах из которых один по правую руку имеет золотую корону, а другой по левую покрыт красно-голубой полосатой подушкой с такими же завязками, находятся между двумя золотыми оленьими рогами по одному внутрь обращённому медведю с полной розой в лапе.
Шлемовные покрывала, с правой руки чёрное и золотое, а с левой голубое и серебряное. Щит держат по правой руке грифон, а по левой лев, оба наружу смотрящие; под гербом на белой ленте изображено речение, или девиз: «Fieri praestat, quam nasci» («лучше быть пожалованным, чем родиться» (графом)).
Герб рода Графов Заводовских внесён в Часть 1 Общего гербовника дворянских родов Всероссийской империи, стр. 31

## Известные представители рода Завадовских
- Завадовский, Пётр Васильевич (1739—1812) — русский государственный деятель, граф, фаворит Екатерины II.
- Завадовская, Вера Николаевна, урождённая графиня Апраксина (1768—1845) — фрейлина, кавалерственная дама ордена Св. Екатерины меньшего креста, супруга Петра Васильевича.
  - Завадовский, Василий Петрович (1798—1855) — сын предыдущего, русский государственный деятель, граф, обер-прокурор Сената Российской империи.
  - Завадовская, Елена Михайловна, урождённая Влодек (1807—1874) — известная в своё время красавица, ей посвящали стихи А. С. Пушкин, И. И. Козлов и князь П. А. Вяземский, знакомая М. Ю. Лермонтова. Супруга Василия Петровича.
  - Завадовский, Александр Петрович (1794—1856), камер-юнкер, чиновник Коллегии иностранных дел, приятель Грибоедова, участник «четверной дуэли» (24.11.1817 Шереметев—Завадовский—Грибоедов—Якубович) из-за балерины Истоминой
- Вопреки распространённой ошибочной точке зрения, атаман Черноморских казаков Николай Степанович Завадовский (Заводовский; 1788—1853) к этому роду не принадлежал и графом никогда не титуловался.
- Путешественник, контр-адмирал Завадовский, Иван Иванович (1780—1837) и его сын вице-адмирал Александр (1817—1877), графского титула также не имели, однако они, возможно, принадлежали к нетитулованной ветви того же рода.